# Sandon, Essex
Sandon är en by och en civil parish i Chelmsford i Essex i England. Orten har 1 531 invånare (2001). Den har en kyrka.